# 톰 브랜즈
토머스 넬슨 "톰" 브랜즈 주니어(영어: Thomas Nelson "Tom" Brands, Jr., 1968년 4월 9일~)는 미국의 레슬링 선수로 1996년 하계 올림픽 남자 자유형 페더급 종목에서 금메달을 획득했다.
쌍둥이 동생인 테리도 미국 국가대표 레슬링 선수로 활동했다.